# Franz Anselm Fleischmann
Baron Franz Anselm Fleischmann – austriacki dyplomata.

## Życiorys
Jako rezydent austriacki w Konstantynopolu (do 1715 roku)  dopomógł polskim posłom (Stanisław Chomętowski, Joachim Franciszek Goltz) w zawarciu traktatu pokojowego z Turcją (Rozmowy trwały od września 1713 do 22 kwietnia 1714 roku).
Jego dobra Lowazberen (Lovászberény) odkupił od niego hrabia Josef Cziráky przed 1740 rokiem.